# Diga di Mazegawa
La diga di Mazegawa (馬瀬川第二ダム?, Mazegawa damu) è una diga a gravità sul fiume Maze nella prefettura di Gifu, in Giappone, completata nel 1976.

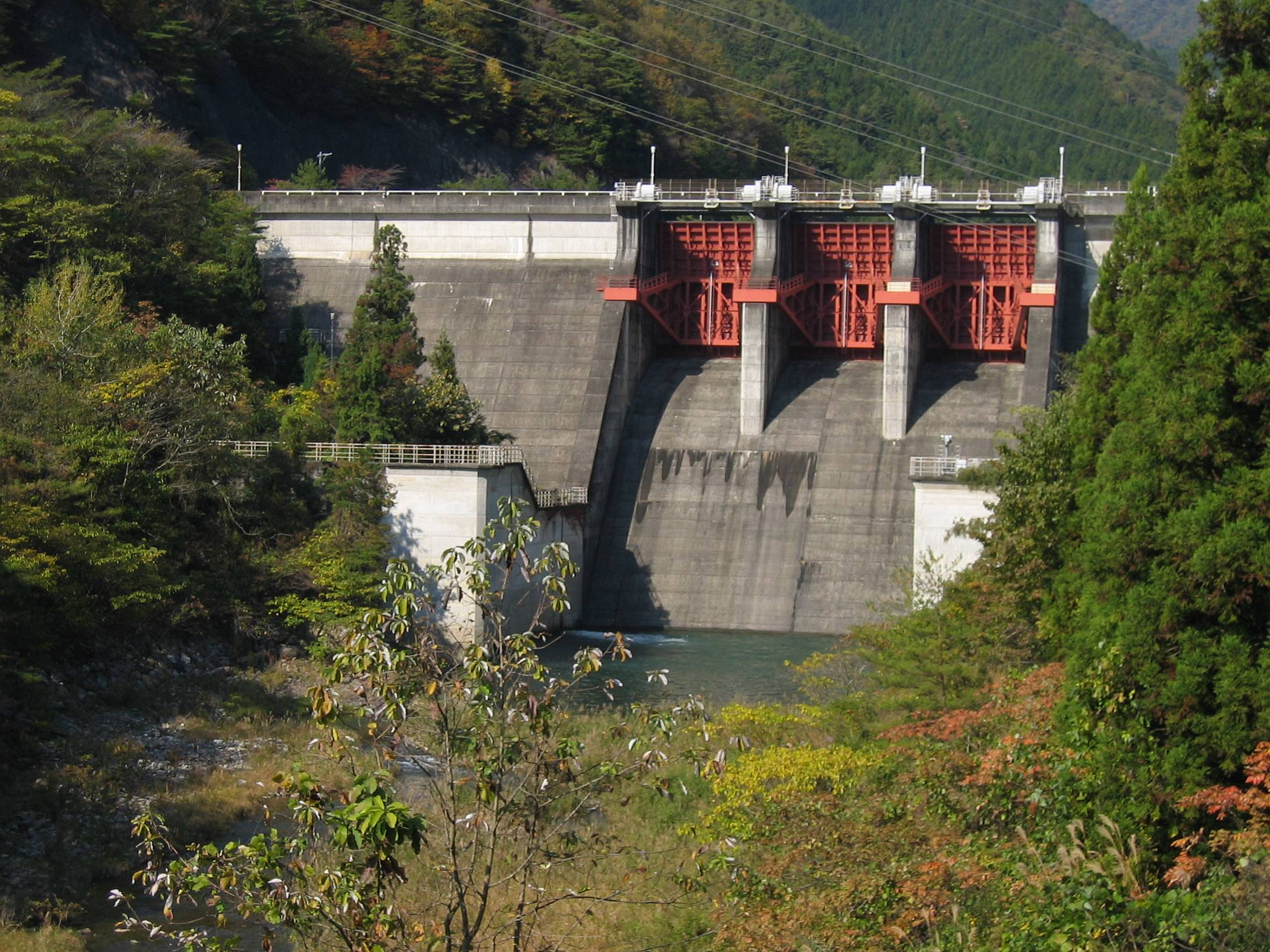